# Курык
Куры́к (каз. Құрық; до 1993 года — Ералиев)— село (ранее посёлок городского типа) на берегу Каспийского моря, административный центр Каракиянского района Мангистауской области Казахстана. Административный центр и единственный населённый пункт Курыкского сельского округа. Код КАТО — 474230100.

## География
Расположено на полуострове Мангышлак в заливе Александрбай. Рядом с селом в заливе есть одноимённая природная бухта Курык. В 11 км находится железнодорожная станция Ералиев (на линии Бейнеу — Жанаозен). В 2015 году построена ЖД-ветка Боржакты — Ерсай от этой линии до порта Курык.
В окрестностях ведётся добыча нефти на месторождении «Оймаша».
Возле Курыка была построена первая казахстанская строительная верфь — Курыкская строительная каспийская верфь («ЕРСАЙ Каспиан Контрактор»).

## История
До 1993 года — посёлок Ералиев. Основан в конце XIX века. В 1962 был реорганизован в районный центр в связи с освоением полуострова Мангышлак. По данным на середину 2000-х годов, в Курыке имелись 4 больницы, в которых при лечении использовалась горячая минеральная вода.

## Порт Курык
Действует паромный комплекс порта Курык для транспортировки по транскаспийскому коридору до порта Алят (Азербайджан) контейнерных грузов по Новому Шёлковому пути Китай — Закавказье — Европа.
Осуществляются паромные перевозки пассажиров, груза по маршруту Баку (Алят) — Актау (Курык).
В августе 2018 года президент Казахстана Назарбаев принял к эксплуатации вторую очередь порта, включающую новый паромный комплекс, называемый «мультимодальным транспортным хабом» на маршруте «Порт Курык — Пограничный таможенный пост Тажен» (на границе с Узбекистаном) и «Порт Курык — Сухой порт в специальной экономической зоне „Хоргос — Восточные ворота“» (на границе с Китаем) для контейнерных составов в Европу.

## Население
В 1999 году население села составляло 6701 человек (3358 мужчин и 3343 женщины). По данным переписи 2009 года в селе проживало 8118 человек (4185 мужчин и 3933 женщины).
По данным на 1 января 2019 года население села составляло 11248 человек (5782 мужчины и 5466 женщин).